# Catherine Claude
Catherine Claude, née le 23 décembre 1924 à Bourgoin et morte le 23 août 2000 à Paris, nom de plume de Catherine Piermont, épouse de Maurice Piermont (dit Claude Piermont), née Jeanne Guillaud, est une romancière, essayiste et critique littéraire française du XXe siècle, ancienne présidente de l'Union des écrivains de France.

## Biographie

### Naissance et famille
Née le 23 décembre 1924 à Bourgoin dans l'Isère, elle est la fille unique de Jean Guillaud, ouvrier, et de Berthe Gaymard, institutrice. Sa jeunesse est profondément influencée par l'engagement de ses parents au sein du Parti communiste, où ils se sont rencontrés, et par le Trièves, haute vallée dauphinoise d'où est issue sa mère et où se situe, à Avers (commune de Lalley), la ferme familiale exploitée par son oncle, Casimir Gaymard. Son père, Jean Guillaud, engagé dans la marine avant sa naissance, a participé aux mutineries de la mer Noire en 1922, dirigées par André Marty et Charles Tillon.
La guerre d'Espagne marque une rupture dans sa vie. Son père s'engage en 1936 dans les Brigades internationales (notamment dans la XVIIIe), dans les rangs desquelles il trouve la mort lors de la bataille de Teruel. Elle est élevée jusqu'à la guerre de 1939 avec un jeune réfugié espagnol accueilli par sa mère après la défaite des Républicains.

### Les années de guerre
Elle poursuit des études secondaires au lycée Stendhal à Grenoble. Elle se rapproche de sa professeure de français, Colette Audry (1906-1990) qui publie plusieurs romans après-guerre et dont l'influence joue vraisemblablement un rôle dans sa vocation d'écrivain. Celle-ci la fait entrer dans la Résistance en 1943 au sein de la main-d'œuvre immigrée (MOI), organisation issue du parti communiste regroupant les immigrés, la plus active dans la Résistance à Grenoble en 1943. Elle combat sous l'autorité de Charles Wolmark, qui est arrêté par la Gestapo et fusillé à Charnècles. Elle y rencontre celui qui devient son compagnon puis son mari et qui se faisait alors appeler Claude Henriot.
Elle choisit plus tard de prendre comme nom de plume un nom formé de la réunion des deux prénoms, Catherine et Claude, sous lesquels elle et son futur mari qui, pour des raisons de sécurité, portaient de fausses identités, se sont connus. Elle est chargée jusqu'en mai 1944 de développer dans les lycées de Grenoble une autre organisation dépendant du parti communiste, le Mouvement national contre le racisme. Elle est ensuite envoyée à Lyon en mai 1944 puis à Marseille où elle rejoint Claude.

## Écrivain, féministe, militante, essayiste

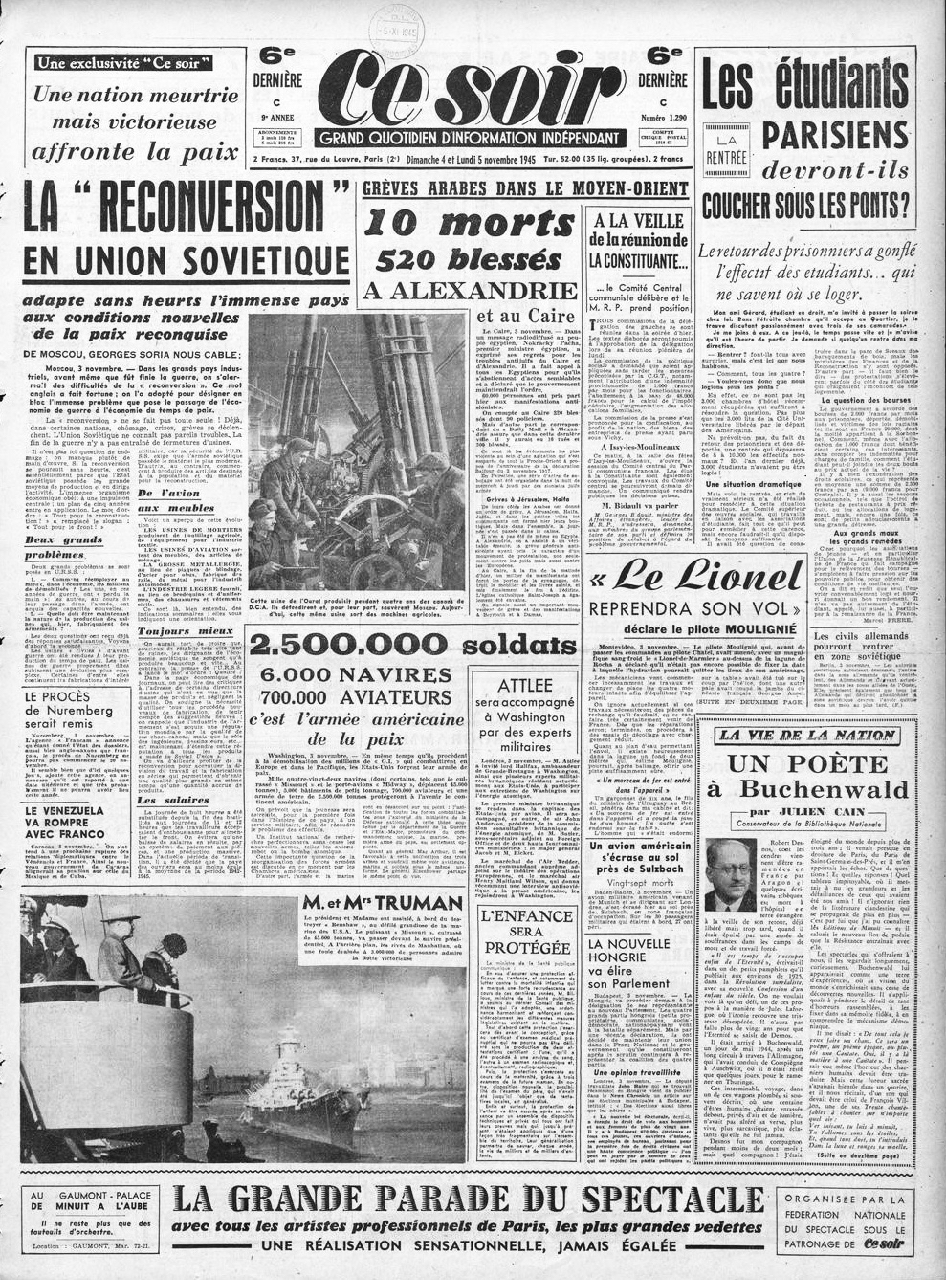
Journal Ce Soir, 4 et 5 nov. 1945.

Elle adhère au Parti communiste français (PCF) en janvier 1945. Elle est engagée à Ce soir, journal créé par le parti communiste en 1937, comme journaliste au service de politique étrangère. Elle se marie en 1945 (elle aura deux fils). Elle s'installe avec son mari à Grenoble et travaille comme journaliste au journal Le Travailleur alpin, de septembre 1945 à juin 1946.
Elle milite activement au sein du PCF, plus particulièrement au sein de l'Union des femmes françaises. Claude et elle s'en éloignent en 1956 après la répression de l'insurrection de Budapest par l'URSS et la publication du rapport Khrouchtchev.
Elle se rapproche à nouveau du parti communiste en 1968 et participe à la création de l'Union des écrivains qui fait suite à l'occupation, par un groupe d'écrivains emmenés notamment par Jean-Pierre Faye, Nathalie Sarraute et Michel Butor, de l'hôtel de Massa, siège de la Société des gens de lettres.
Elle y mène plusieurs engagements mêlant écriture, action militante et réflexion théorique autour de ce qui reste comme les grandes affaires de sa vie :

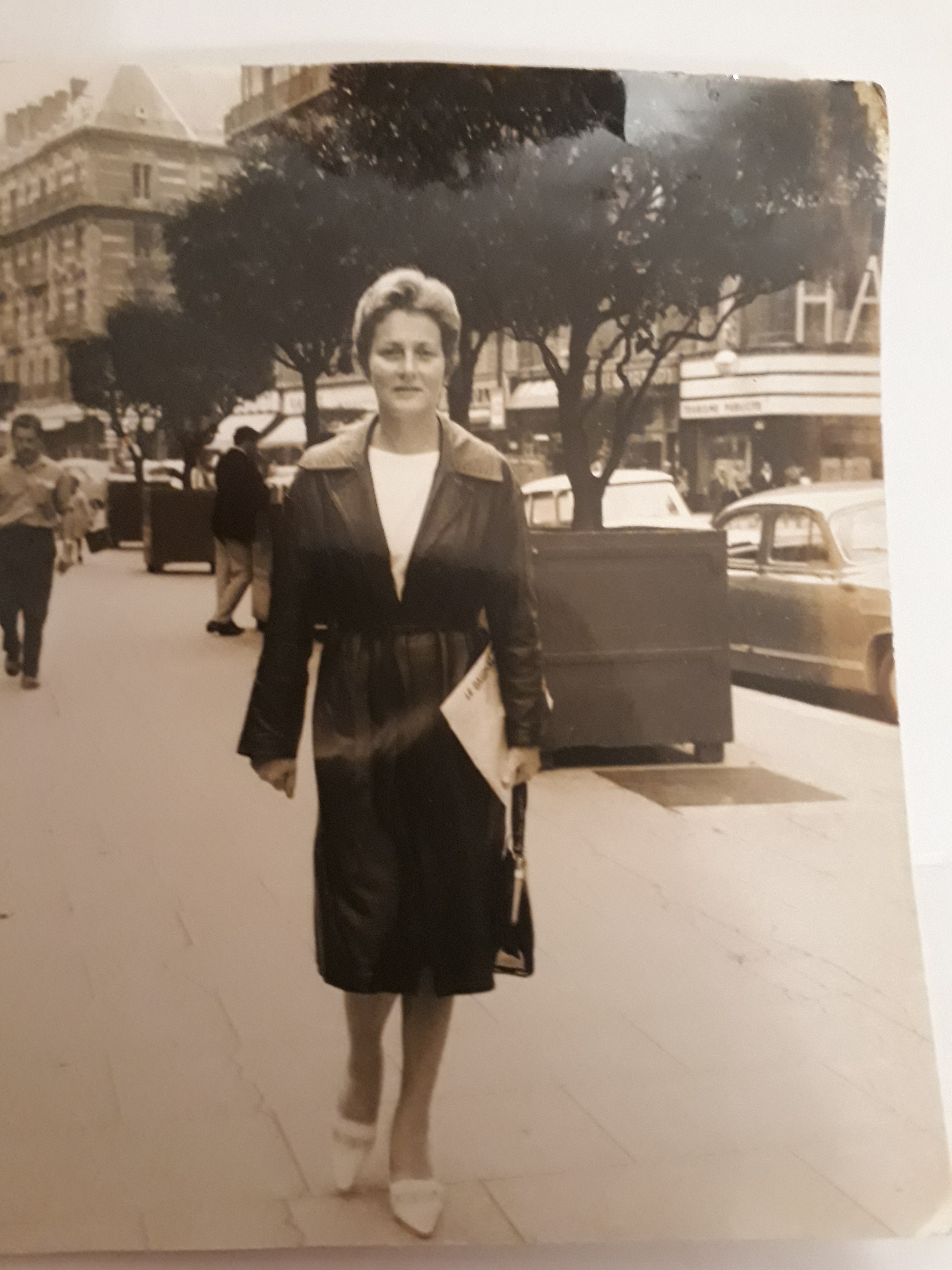
Catherine Claude au début des années 1960.

- l'émancipation des femmes : La Querelle des femmes, Élever seul son enfant[4],[5],[6] ;
- l'émancipation sociale à travers la lutte populaire : C'est la fête de l'Humanité ;
- la réflexion historique : Rabelais[7],[8],[9],[10], L'Enfance de l'humanité ;
- l'écologie : Voyages et aventures en écologie[11].

Elle défend un féminisme fondé sur la recherche d'une féminité authentique plus que sur le combat contre les hommes. À propos de son livre La Querelle des femmes, Christian Massé écrit : « De la femme franque à la femme rouge de mai 1968, Catherine Claude décrit un je-femme en lutte pour la parité des deux sexes » et, plus loin : « Catherine Claude prononce 333 fois le mot femme sans jamais condamner l'homme». Plus léger, Paris en zigzag, écrit avec Colette Franc, est une promenade dans Paris au fil de l'histoire.
Elle publie cinq romans, dans lesquels des personnages forts, le plus souvent issus de milieux populaires, pris dans les contradictions du nouveau monde qui advient, cherchent à s'affirmer comme maîtres de leurs destins. Par exemple : Hélène dans La Lune et le Soleil ; Josepha dans Le Magot de Josepha, qui fut incarnée à l'écran par Anna Magnani, dans un film de Claude Autant-Lara, avec Bourvil et Pierre Brasseur ; Agnès dans La Mort d'Armand ; Gina dans Ciel blanc ; le père Guigou dans La Fête à Chaville.
Ciel blanc, qui recevra le prix littéraire de la Résistance en 1967, retrace un moment de la vie d'un groupe de jeunes résistants grenoblois, en 1943. « Un livre étrange et souvent magnifique », dans lequel, selon Henri Petit, Catherine Claude, « avec une merveilleuse finesse psychologique, a su reconnaître dans ces très purs résistants l'éternelle figure de la jeunesse »,.
Elle signe le Manifeste des 343 paru dans Le Nouvel Observateur le 5 avril 1971, dans lequel 343 femmes déclarent s'être fait avorter, ce qui était alors interdit. Elle collabore à la revue La Nouvelle Critique durant les années 1960 et 1970,. Elle participe notamment au Colloque de Cluny II en 1970, et au débat surgi entre les revues Tel quel, animée par Philippe Sollers, et Change, animée par Jean-Pierre Faye.
Elle s'éloigne progressivement du Parti communiste à la fin des années 1970. Elle se consacre alors à la recherche historique et linguistique. L'Enfance de l'humanité est le produit de cette réflexion. Elle y étudie le processus par lequel les sociétés hiérarchisées, dotées de langages hiérarchisés, ont progressivement dominé puis éliminé les sociétés pacifiques, non hiérarchiques.

### Le métier d'écrivain
Au sein de l'Union des écrivains, elle milite pour la reconnaissance d'un statut des écrivains et de leurs droits, fondée sur l'idée, ancienne chez elle, que l'écriture est un métier. Ainsi que l'écrivit Jean-Pierre Faye : « Sa probité et sa ténacité devaient se manifester sur le terrain du métier d'écrivain. De son statut, de sa reconnaissance, de sa survie sociale. Il était temps, avant que celui-ci ne soit volatilisé par les merveilleuses technologies ».
Durant ces années, elle participe à l'animation du comité de fonctionnement de l'Union des écrivains, avec notamment Simone Balazard, Mireille Fargier-Caruso, Eugène Guillevic, Roger Bordier. Elle en devient présidente en 1997, succédant ainsi à Eugène Guillevic. Elle joue aussi un grand rôle, avec François Coupry, dans la création de la Maison des écrivains et de la littérature en 1984,. Elle participe en 1992 à la création de la revue Commune, dirigée par Francis Combes, dont elle sera une des principales animatrices.
Au sein de cette mouvance de la seconde moitié du XXe siècle que l'on a appelée « les intellectuels de gauche », Catherine Claude a occupé une place particulière : proche du Parti communiste, mais sans doute plus par fidélité au « parti des fusillés » que par idéologie, exigeante sur les concepts et les idées, constamment ouverte au dialogue, n'hésitant pas à explorer les champs alors nouveaux de l'écologie, du féminisme, de la linguistique. Raymond Jean a ainsi résumé son rôle dans cette mouvance : « …Mais Catherine, en dehors de son œuvre, a représenté ce dont cet espace de travail et de pensée avait le plus besoin : l'ouverture et le dialogue. Elle l'a fait comme femme, comme militante, comme animatrice et comme créatrice».

## Œuvres

### Romans
- La Lune et le Soleil, Gallimard, 1959.
- Le Magot de Josepha, Gallimard. 1960. Porté à l'écran sous le titre Le Magot de Josefa par Claude Autant-Lara  en 1963.
- La Mort d'Armand, Gallimard, 1961.
- La Fête à Chaville, Gallimard, 1964.
- Ciel blanc, Gallimard, 1967. Prix littéraire de la Résistance, 1967. Réédition : éditions Jets d'encre, 2007.

### Scénario
- Les Vierges : co-scénariste pour le film de Jean-Pierre Mocky Les Vierges

### Essais
- Un certain Bourvil, Éditeurs français réunis, 1969. Rééditions, Messidor, 1990.
- Rabelais, Éditeurs français réunis, 1972.
- Élever seul son enfant, Calmann-Lévy, 1975.
- La Querelle des femmes, Le Temps des cerises, 1995.
- C'est la fête de l'humanité, Les Éditions sociales, 1978.
- Voyage et Aventures en Écologie, Les Éditions sociales, 1976.
- Paris en zigzag, éditions La Farandole, 1975. Co-écrit avec Colette Franc.
- Elles, Éditeurs français réunis, 1975.
- L'Enfance de l'humanité, L'Harmattan, 1997.

### Traduction
- Rabelais. Almanachs et prognostications, Le Temps des cerises, 1994.

### Articles
- « La Forme de l'invention littéraire chez Michel Butor », La Nouvelle Critique no 17, octobre 1968.
- « Pour une lecture de Tombeau pour 500 000 soldats », La Nouvelle Critique no 25, juin 1969.
- « Un roman résolument idéologique : Les Aventures du général Francoquin », La Nouvelle Critique n°27, octobre 1969.
- « Le Rôle de l'écriture dans la transformation de l'idéologie » (article collectif, avec Roland Pierre et Henri Meschonnic), La Nouvelle Critique no 39 bis, 1970, consacré au colloque de Cluny II.
- « Le Phénomène prix littéraire », La Nouvelle Critique, no 64, mai 1973.
- « Une femme vaillante », Intrait d'Union, Bulletin de l'Union des écrivains no 30, juin-août 2000.